# T-formad geometri

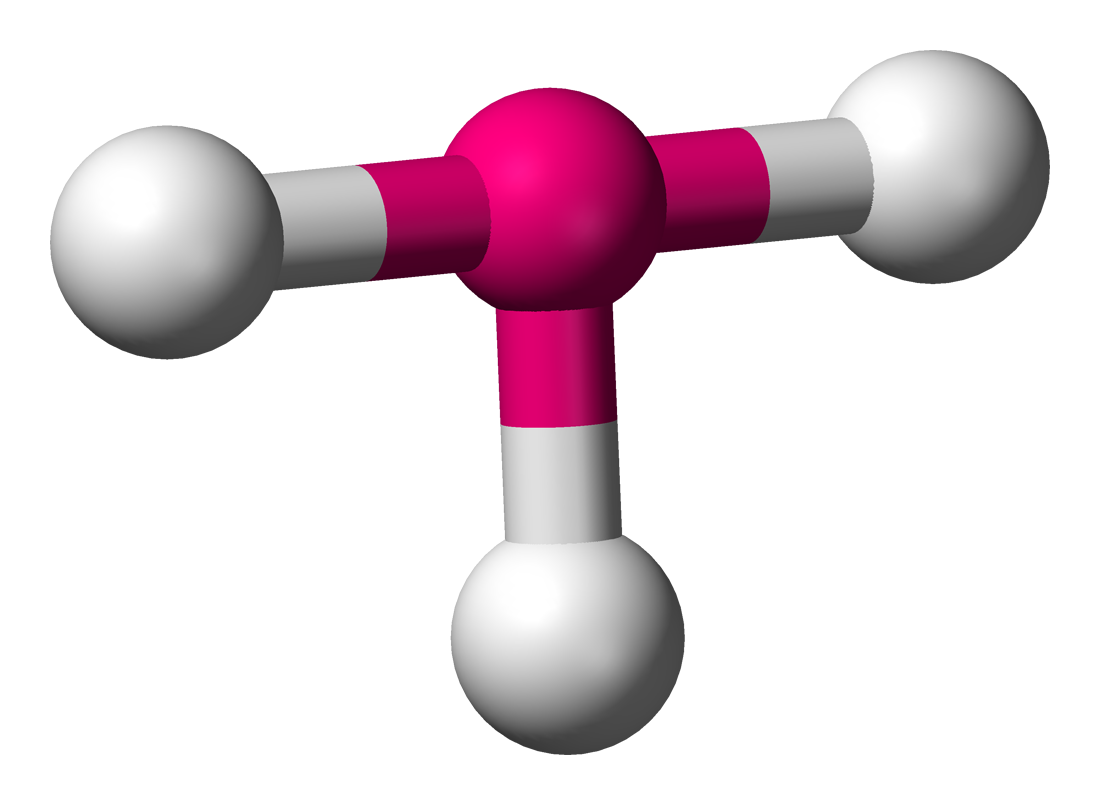
En generaliserad struktur med centralatomen i rosa.

T-formad geometri är en sällsynt molekylär geometri, varav det teoretiskt finns två slag vilka har koordinationstalen 5 respektive 6. T-formad molekyler kan skrivas som AX3E2 samt AX3E3, där A betecknar centralatomen, X betecknar identiska substituenter och E betecknar fria elektronpar. Bindningsvinkeln är 90° och dipolmomentet är skilt 0. Först 1977 upptäcktes den första T-formade molekylen. Klortrifluorid ClF3 och bromtrifluorid BrF3, är två exempel ur denna klass.